# Ostuni
Ostuni er en by i Apulien, Italien med 30.143 (2023) indbyggere.